# Em (字体排印学)
em是字体排印学的计量单位，相当于当前指定的点数。例如，1 em在16点的字体中就是16点。因此，这个单位等同于所有字体排印中指定的点数。
排印学中用这个单位的计量常以十进制表达（如0.7 em）或分母为100或1000的分数（如70/100 em或700/1000 em）。
em最初表示的是字体中大写的宽度及所用的尺寸。

## 历史

一个金属活字。字母c标出的高度就是em的前身。

金属活字中，点数（以及em）等同于金属活字的行高，字母宽度通常不超过em。
数码排印中，em是固定分辨率的方格，用于数码字体的设计。用于屏幕显示及印刷的成像系统会把em缩放到指定的点数。
数码排印中，特定字母高度与em的大小关系由字体设计者制定。一般而言，各种字体的大寫高度平均值约为em的70%，而x字高约为em的48%。

### 非正规和替代性的定义

Perpetua和Calisto MT中的字母M分别插入1 em方块的效果。

即使em的大小基本上取决于点数或者字母的金属字母的高度，通常用于水平间距测量，与派卡或点用于垂直间距测量。1 em传统上定义为大写字母M在当前字体和点数的宽度，因为M通常铸在用于印刷机上面用的1 em宽的字模上。
现代的字体排印中M的宽度有时小于1 em。此外，作为已扩大到包含更广泛的语言和字符集的术语，其含义发生了变化，被用在那些没有包含大写M的字体、排版及字符中，比如中文和阿拉伯字母。

## CSS
在层叠样式表中，单位em是字体点数或英寸数在名义上的高度。任何指定的字体在实际上、物理上的高度取决于用户定义的DPI设置、当前元素的字体大小以及所用的字体。
为使样式规则只取决于默认的字体大小，发展出了另一个单位：rem。rem或root em是文件中根元素的字体大小。不同于会随着元素的不同而变化的em，rem在文件中是固定的。

## 相关术语
em-quad是用于印刷机的金属间隔。因为用边长1 em的方块而得名。在旧式印刷机中，这个可以在字模之间插入em空格 ( )。偶尔还被称作mutton quad。
Em空格( )的宽度定义为1 em，与em dash (—)一样。相比之下较窄的单位en是em的一半。Em空格等同于其自身的点数。在10 pt的文本中，em空格会是10 pt宽。

## 相关符号
- m宽不换行空格：UTF8 U+2003 (8195)、HTML &emsp;。示例：
- em dash：UTF8 U+2014 (8212)、HTML &mdash;。示例：—